# 8 Dywizja Zapasowa (Cesarstwo Niemieckie)
8 Dywizja Zapasowa (niem. 8. Ersatz-Division (Deutsches Kaiserreich)) – niemiecki związek taktyczny okresu Cesarstwa Niemieckiego, zmobilizowany w sierpniu 1914.

## Skład po mobilizacji
- 29. gemischte Ersatz-Brigade
  - Brigade-Ersatz-Bataillon Nr. 29
  - Brigade-Ersatz-Bataillon Nr. 30
  - Brigade-Ersatz-Bataillon Nr. 31
  - Brigade-Ersatz-Bataillon Nr. 32
- 51. (kgl. württemb.) gemischte Ersatz-Brigade
  - Brigade-Ersatz-Bataillon Nr. 51
  - Brigade-Ersatz-Bataillon Nr. 52
  - Brigade-Ersatz-Bataillon Nr. 53
  - Brigade-Ersatz-Bataillon Nr. 54
- 41. gemischte Ersatz-Brigade
  - Brigade-Ersatz-Bataillon Nr. 41
  - Brigade-Ersatz-Bataillon Nr. 42
  - Brigade-Ersatz-Bataillon Nr. 49
  - Brigade-Ersatz-Bataillon Nr. 50
- Kavallerie-Ersatz-Abteilung Nr. 41
- Feldartillerie-Ersatz-Abteilung Nr. 25
- Feldartillerie-Ersatz-Abteilung Nr. 27
- 1.Ersatz-Kompanie/Pionier-Bataillon Nr. 21

## Skład 2 lutego 1917
- 51. Ersatz-Infanterie-Brigade
  - Kgl. Württembergisches Ersatz-Infanterie-Regiment Nr. 51
  - Kgl. Württembergisches Ersatz-Infanterie-Regiment Nr. 52
  - Füsilier-Regiment Kaiser Franz Josef von Österreich, König von Ungarn (4. Württembergisches) Nr. 122
- 3.Eskadron/Ulanen-Regiment König Karl (1. Württembergisches) Nr. 19
- Artillerie-Kommandeur 135
  - Kgl. Württembergisches Ersatz-Feldartillerie-Regiment Nr. 65
  - Feldartillerie-Regiment Nr. 92
- Stab Pionier-Bataillon Nr. 508
  - Pionier-Kompanie Nr. 253
  - Pionier-Kompanie Nr. 306
  - Minenwerfer-Kompanie Nr. 162